# Pedaliodes prosa
Pedaliodes prosa är en fjärilsart som beskrevs av Otto Staudinger 1894. Pedaliodes prosa ingår i släktet Pedaliodes och familjen praktfjärilar. Inga underarter finns listade i Catalogue of Life.